# Пейзажний парк

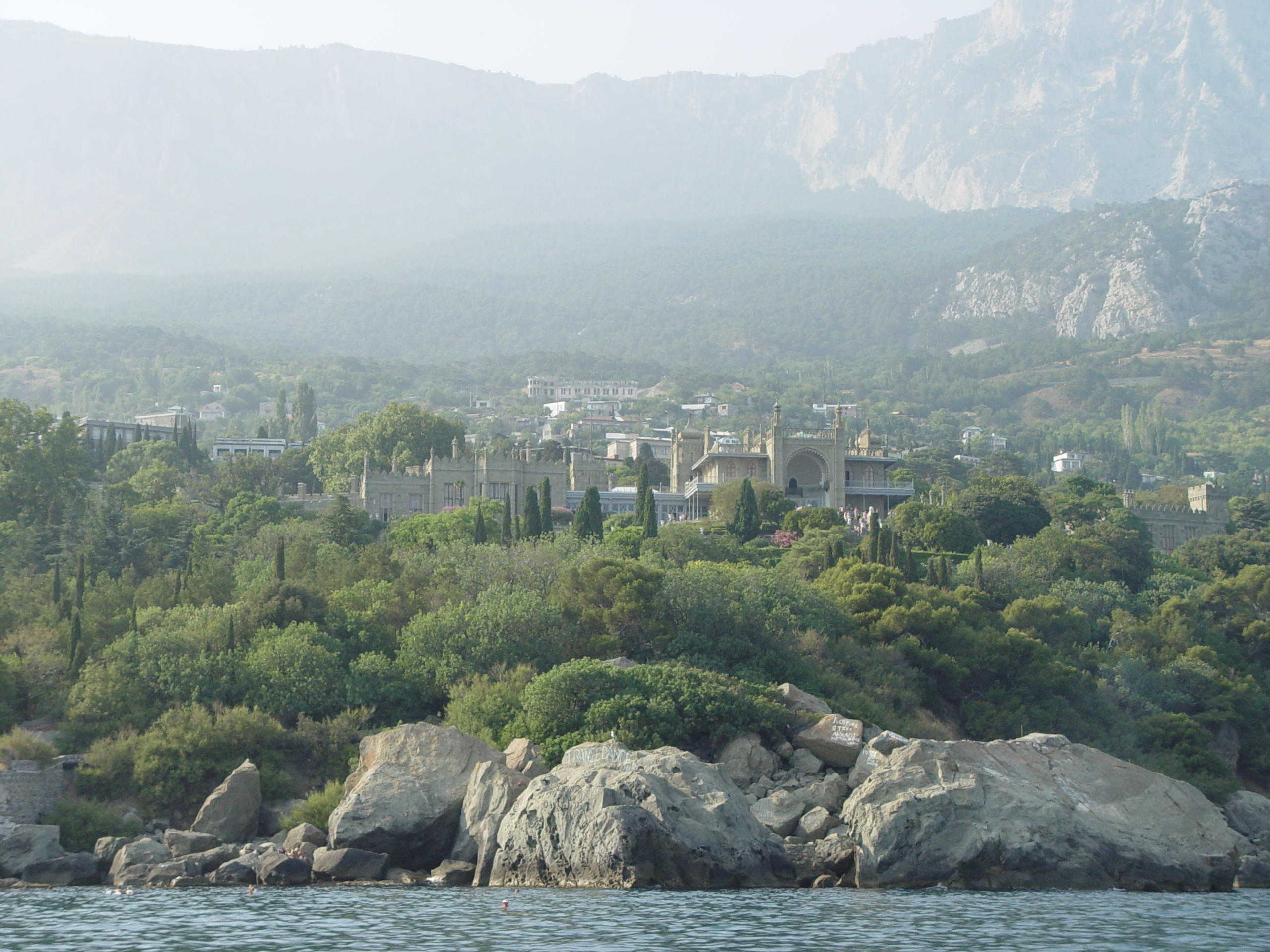
Пейзажний парк біля Воронцовського палацу, місто Алупка, Крим

Пейзажний парк, також англійський, ландшафтний, іррегулярний парк — парк, створений з урахуванням особливостей місцевого ландшафту, який підкреслює його красу, зберігає природне різноманіття.
Протиставляється регулярному, бароковому чи «французькому» парку.

## Характерні риси
На відміну від регулярного парку, в пейзажному не буває прямих ліній і рослин, розташованих у ряд, цей стиль припускає природність у розміщенні елементів і велику плавність ліній, що імітують природний ландшафт. Водойми, навіть штучні, теж наслідують природні. В той же час рослини не зростають хаотично, а висаджуються ярусами: великі дерева, підлісок, чагарники, квіти, газон. Для композицій, що імітують природний пейзаж, підбираються рослини, які щонайкраще сполучаються одна з одною за кольором і фактурою. При проєктуванні такого парку враховуються сезонні зміни кольору листя, трави та квітів.
Як різновид пейзажного саду виділяється китайський сад, де присутні архітектурні форми, що мають символічне значення. Композиція саду заснована на відтворенні природних ландшафтів Китаю. Їй характерне прагнення до ідеального балансу між водою та сушею, рівними та підвищеними ділянками, рослинністю й вільним простором. У китайському саду обов'язково існує центральна композиція, навколо якої вибудовується все інше.

## Історія

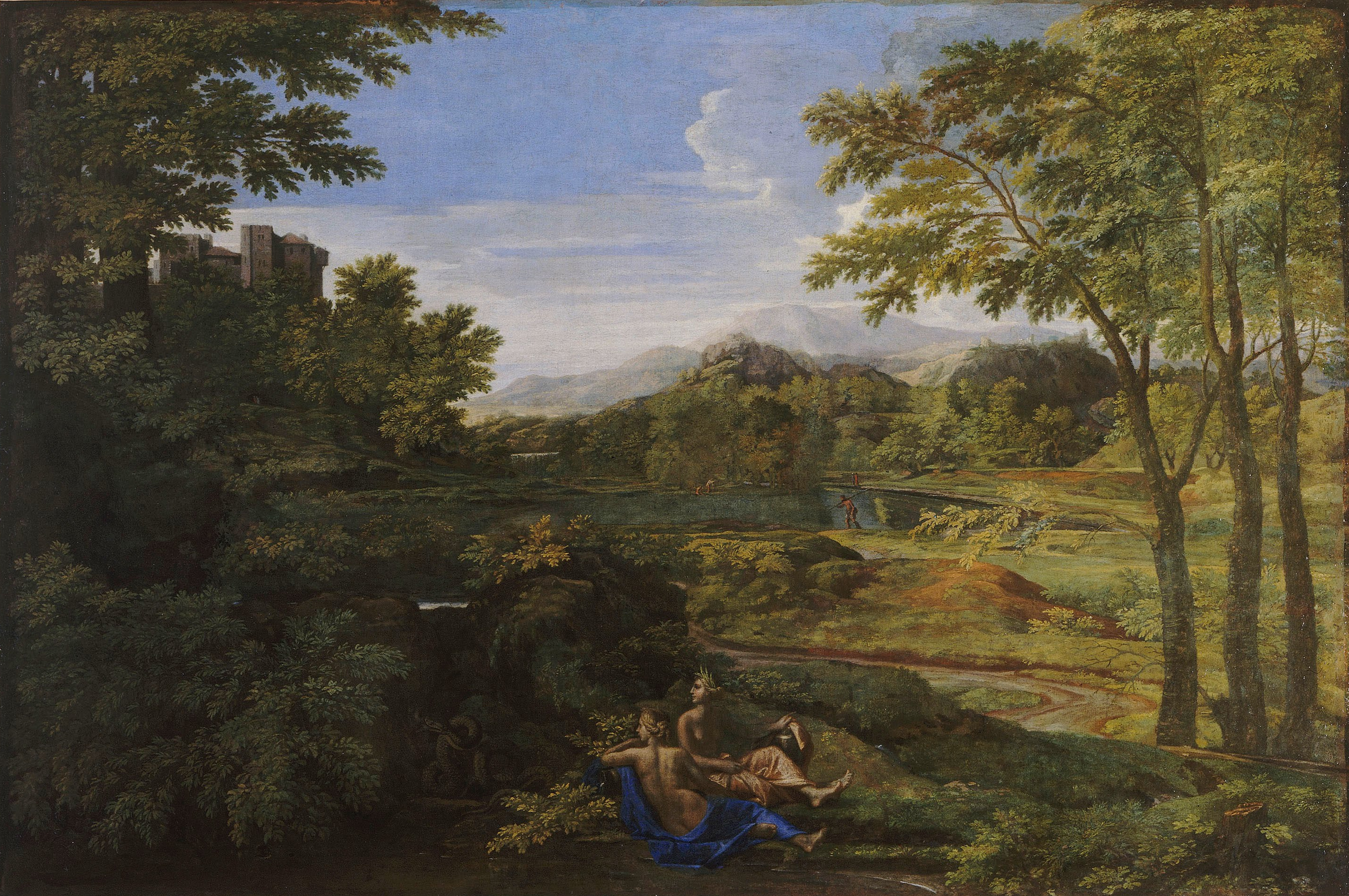
Ніколя Пуссен. «Пейзаж із двома німфами та змією», 1659 р.

«Англійські» парки виникли під враженням від пейзажних картин італійських художників епохи Відродження та французьких художників XVII століття, таких, як Ніколя Пуссен (1594—1665) і Клод Лоррен (1600—1682). Англійські аристократи почали використовувати їх як моделі для своїх справжніх садів наприкінці XVII — початку XVIII ст. Після революції 1688 року парки, що відрізнялися від барокових (які асоціювалися з абсолютистським режимом католицького французького короля Людовика XIV), почали розглядатися як національний символ. На появу неформального паркового стилю частково вплинули книги про подорожі на Далекий Схід кінця XVII і початку XVIII століття, що змальовували звивисті стежки та випадкові скельні утворення в китайських садах.
Найвідомішими діячами ранніх років англійського ландшафтного руху є Вільям Кент і Річард Бойл. Вони познайомилися в Римі, разом повернулися до Англії, де між 1725 і 1738 роками створили маєток «Чизвік», який часто називають місцем народження англійського ландшафтного руху. Вони згуртували навколо себе таких осіб, як Александр Поуп, Горас Волпол, Генрієтта Говард і Ланселот Браун. Зосереджуючись на широких хвилястих лініях, змієподібних озерах і доріжках, а також артикуляції світла й тіні шляхом перегрупування пагорбів і лісистих масивів, Браун створив серію мальовничих сцен.
Гемфрі Рептон, відійшовши від простоти проєктів Брауна, додавав каскади та струмки, а також будівлі, квітники та гравійні доріжки. Парки слугували символами статусу та водночас існували для ескапізму як ідеалізовані контрольовані ландшафти, натхненні міфічними краєвидами Кампанії та Аркадії.
У Російській імперії за Петра I будувалися присадибні та припалацові парки «барокового» типу. Започатковувачем парків, які імітують природний ландшафт, у імперії був Андрій Болотов. Зокрема він створив парк у Богородицьку в 1764 році, що вирізнявся штучними водоймами та імітаціями стародавніх руїн.
В Америці зразком парків слугували англійські сади епохи королеви Єлизавети. Відхід від цієї традиції проявлявся в «сільському» прибудинковому саді. Прикладом може бути заміський маєток Джозефа Шиплі у Вілмінгтоні, штат Делавер, заснований у 1850-х роках. Поширення друкованих каталогів садових рослин і розвиток доставки насіння після 1870-х сприяли популярності декоративного садівництва англійського стилю в середнього класу. За ландшафтом біля будинків часто доглядали домогосподарки.

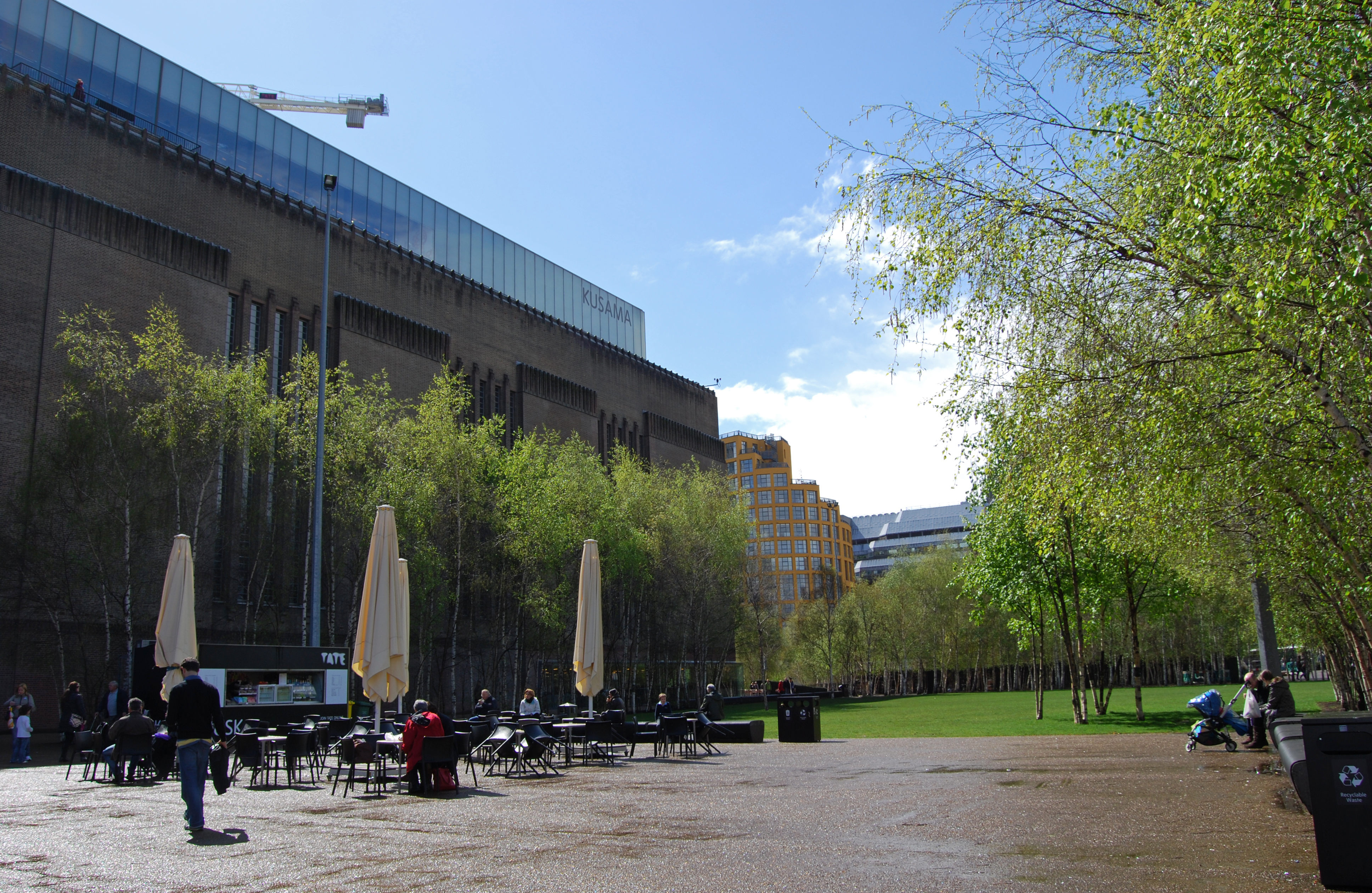
Парк біля галереї «Тейт Модерн»

З середини XX ст. ландшафтний дизайн став більш стриманим. Йому стали властиві правильні геометричні форми та драматичні контрасти. Естетика бруталізму поширила використання будівельних матеріалів, таких як бетон, замість натурального каменю. Свій внесок зробило перепрофілювання індустріальних споруд у громадські місця, як галерея міжнародного модерністського й сучасного мистецтва «Тейт Модерн» у центрі Лондона, де містилася електростанція, закрита в 1981 році. Сучасний підхід до матеріалів часто передбачає бетонну бруківку або доріжки між рослинними насадженнями, огорожі з металу або склопластику, насипані мульчу та гравій. Можливі контейнерні насадження, де розташовується клумба, а також скульптури з природного каменю. Сучасний дизайн, як правило, надає перевагу простим колірним палітрам.

## Пейзажні парки в Україні

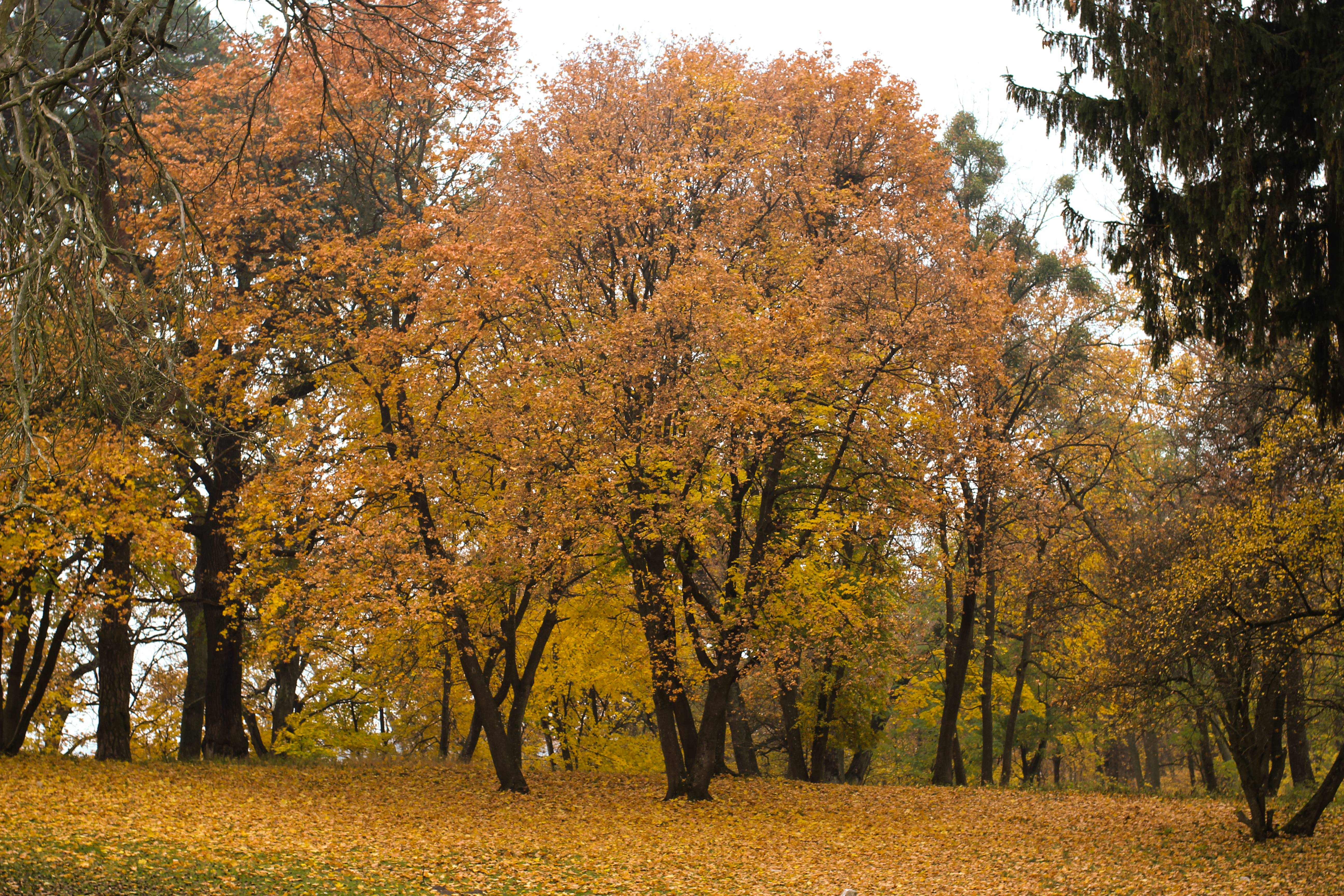
Новоселицький парк, заснований Денісом Макклером

Сплеск розвитку садово-паркового мистецтва в Україні пов'язаний з поширення барокової культури. Перші парки виконувалися в бароковому стилі.
На українських землях пейзажні парки почав закладати в 1790-і роки Деніс Макклер, ірландський ботанік і майстер садово-паркового мистецтва. Він заклав близько 50 ландшафтних парків. Першим став парк «Палестина», започаткований 1792-го року в місті Дубно, за ним послідували парки в Мізочі, Батанівці, Ободівці та Сітківцях та ін. Після скасування кріпацтва в 1861 році темпи будівництва парків знизилися, їм стала властива еклектичність, поєднання барокових та ландшафтних рис, захоплення рослинною різноманітністю. Прикладом слугує Тростянецький парк.

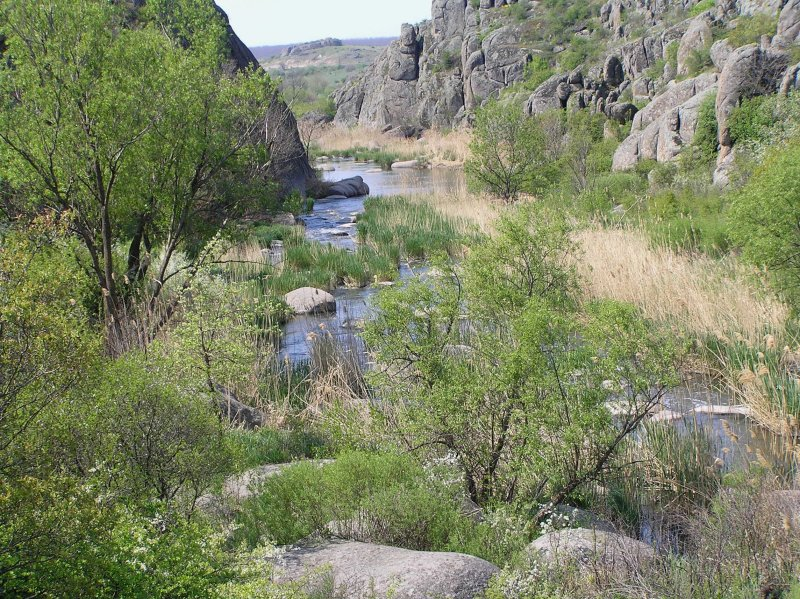
Ландшафтний парк «Гранітно-степове Побужжя»

Українські палацово-паркові комплекси суттєво постраждали в Першу світову війну, революцію 1917 року та Другу світову війну. У післявоєнний період, особливо у зв'язку зі старінням дерев, парки занепадали. Відновлювати парки почали у 1960—1970 роки. Також до парків зараховувалися зелені насадження, що опинились у складі міських територій після приєднання околиць до великих міст. Наприклад, Пуща-Водицький і Святошинський лісопарки, Кирилівський гай у Києві.
За Незалежності деяким паркам надано статус об'єкта природно-заповідного фонду України. З іншого боку впродовж 1990-2020-х років численним природним комплексам і об'єктам в Україні надано статус регіональних ландшафтних парків. У 2009 році Верховна Рада АРК встановила додаткову категорію територій та об'єктів природно-заповідного фонду місцевого значення в Автономній Республіці Крим — ландшафтно-рекреаційний парк.

## Галерея

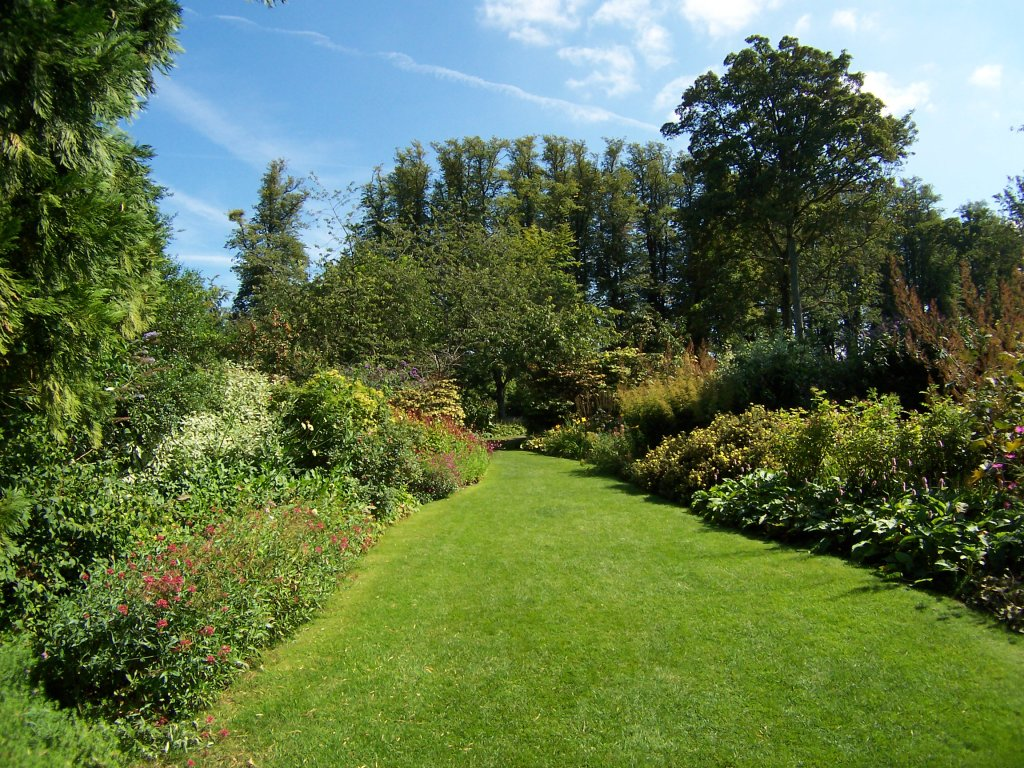
Сад біля замку Гайклер у Гемпширі, Англія
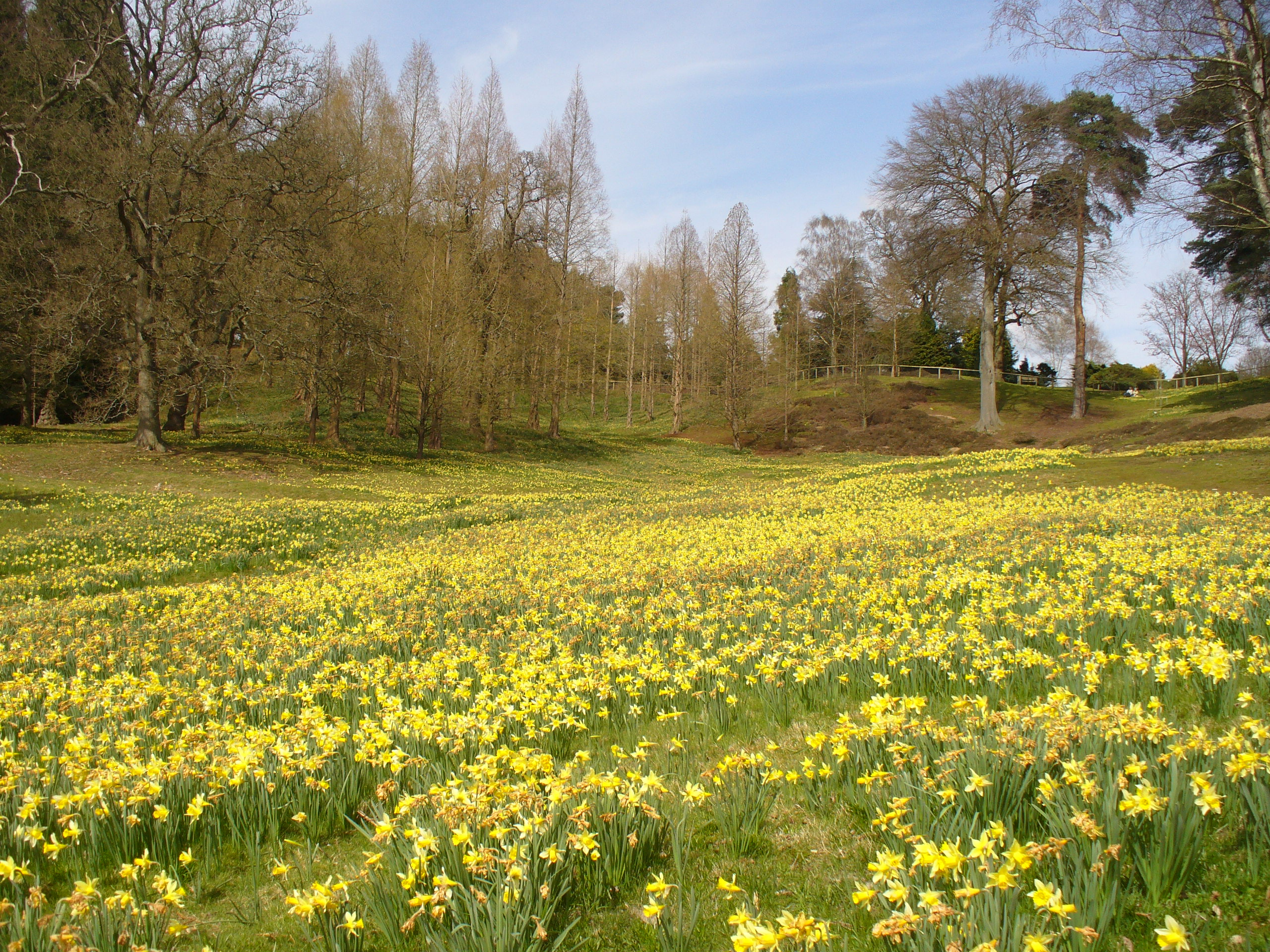
Нарциси у Воллі-ґарденс, Гаррогейт, Англія
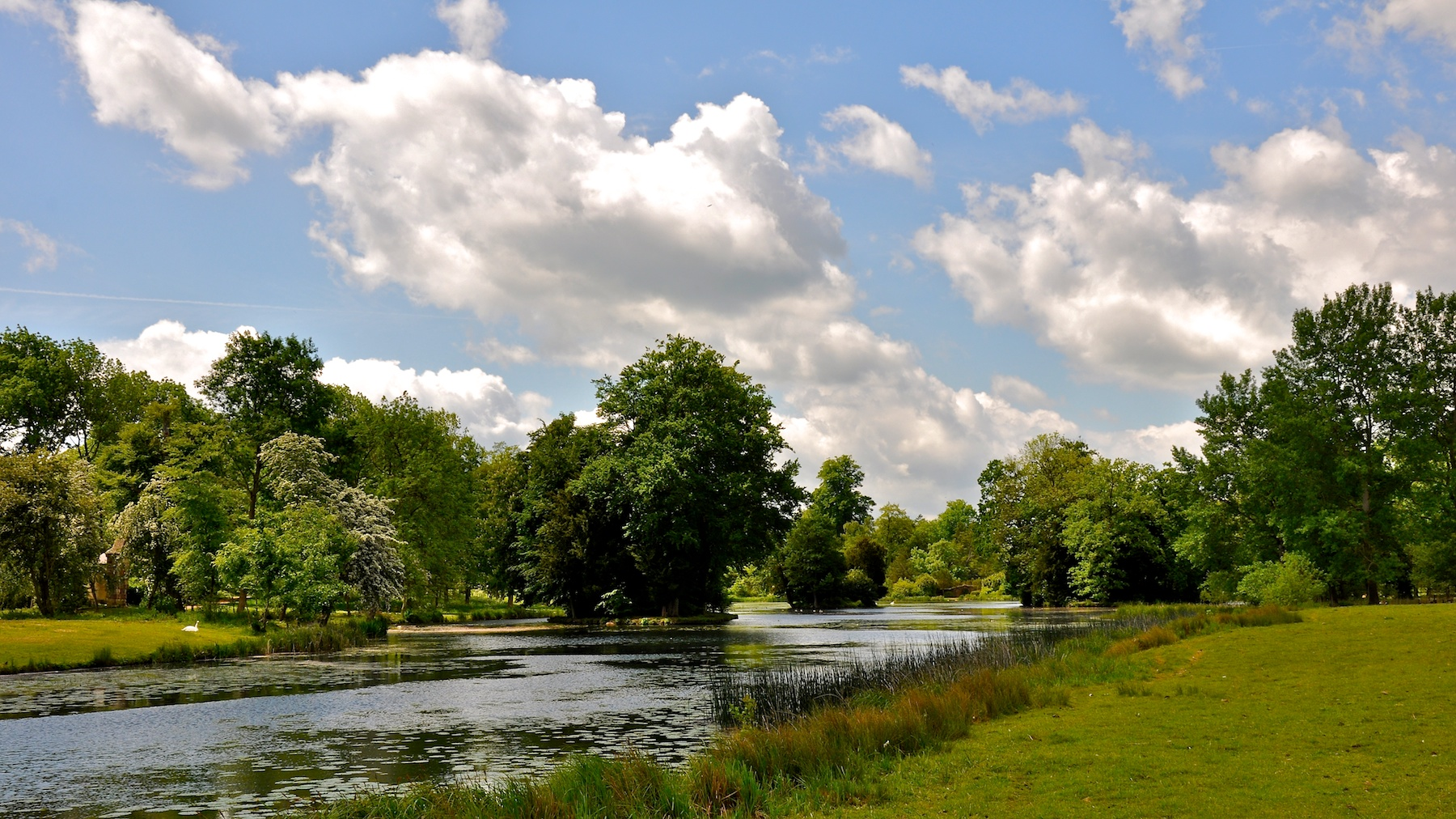
Стоув-парк у Бакінгемширі, Англія
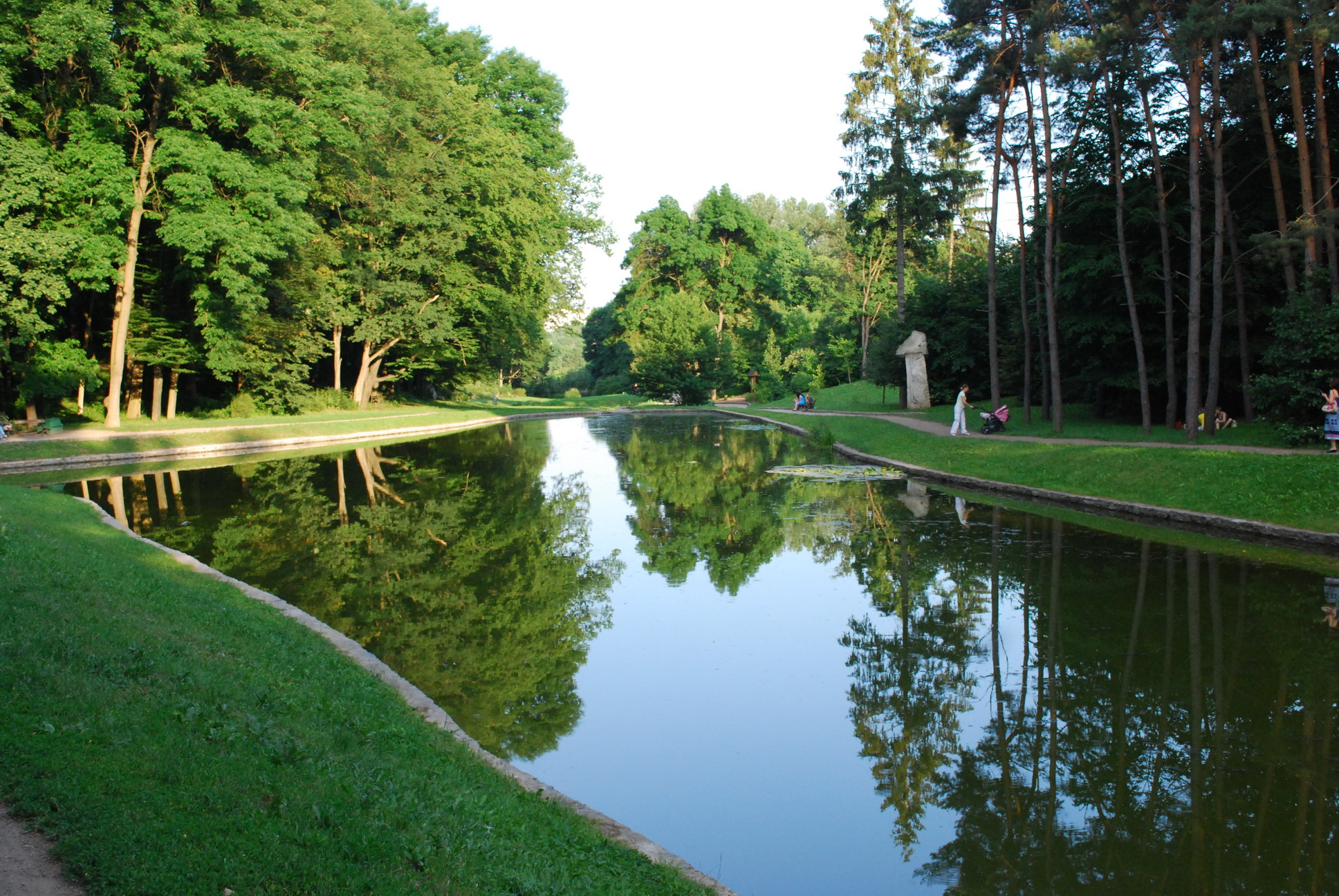
Парк «Софіївка», Україна
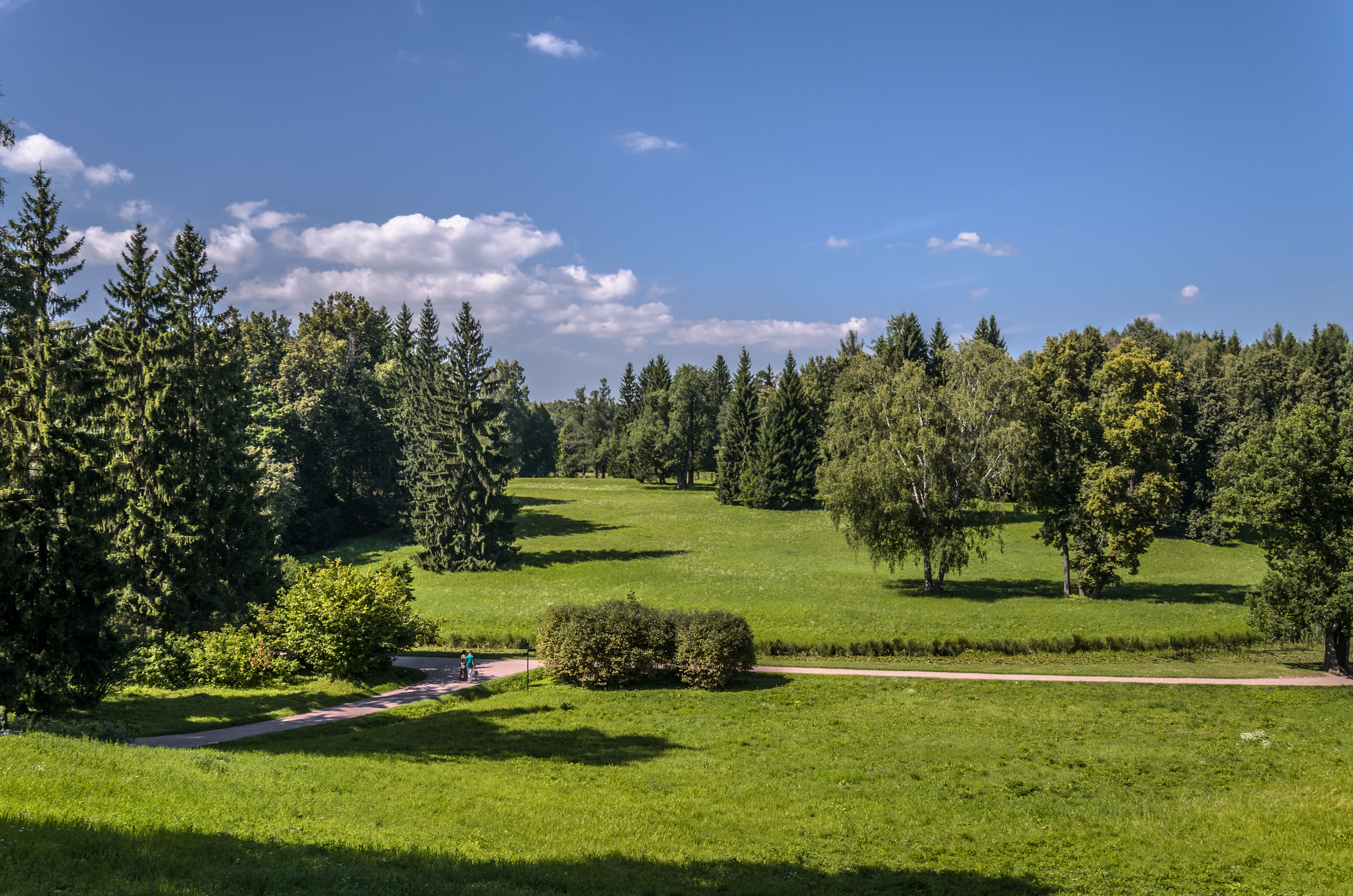
Павловський парк у Санкт-Петербурзі, Росія
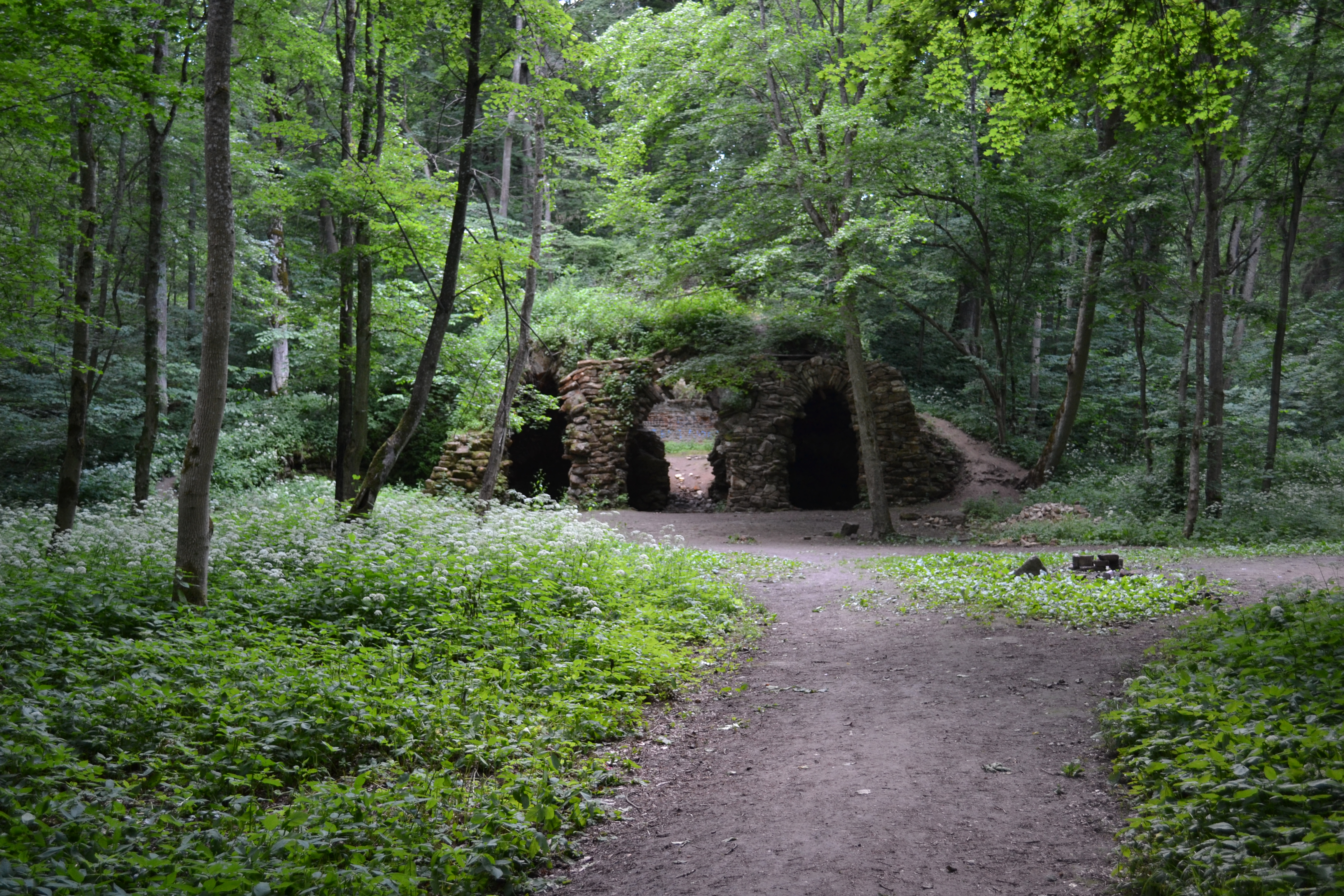
Грот німф у Тростянецькому парку
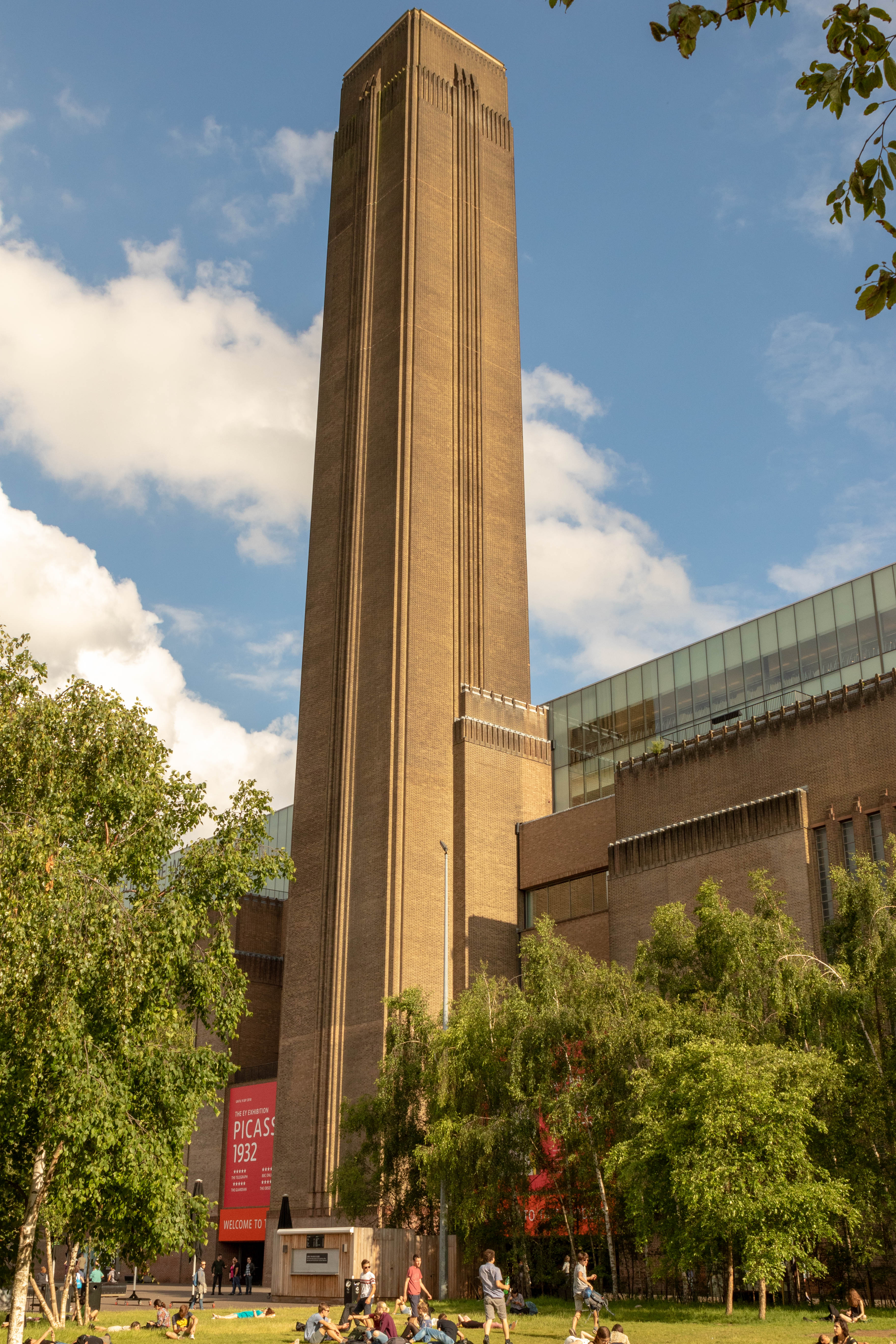
Парк біля мистецької галереї «Тейт Модерн», Лондон
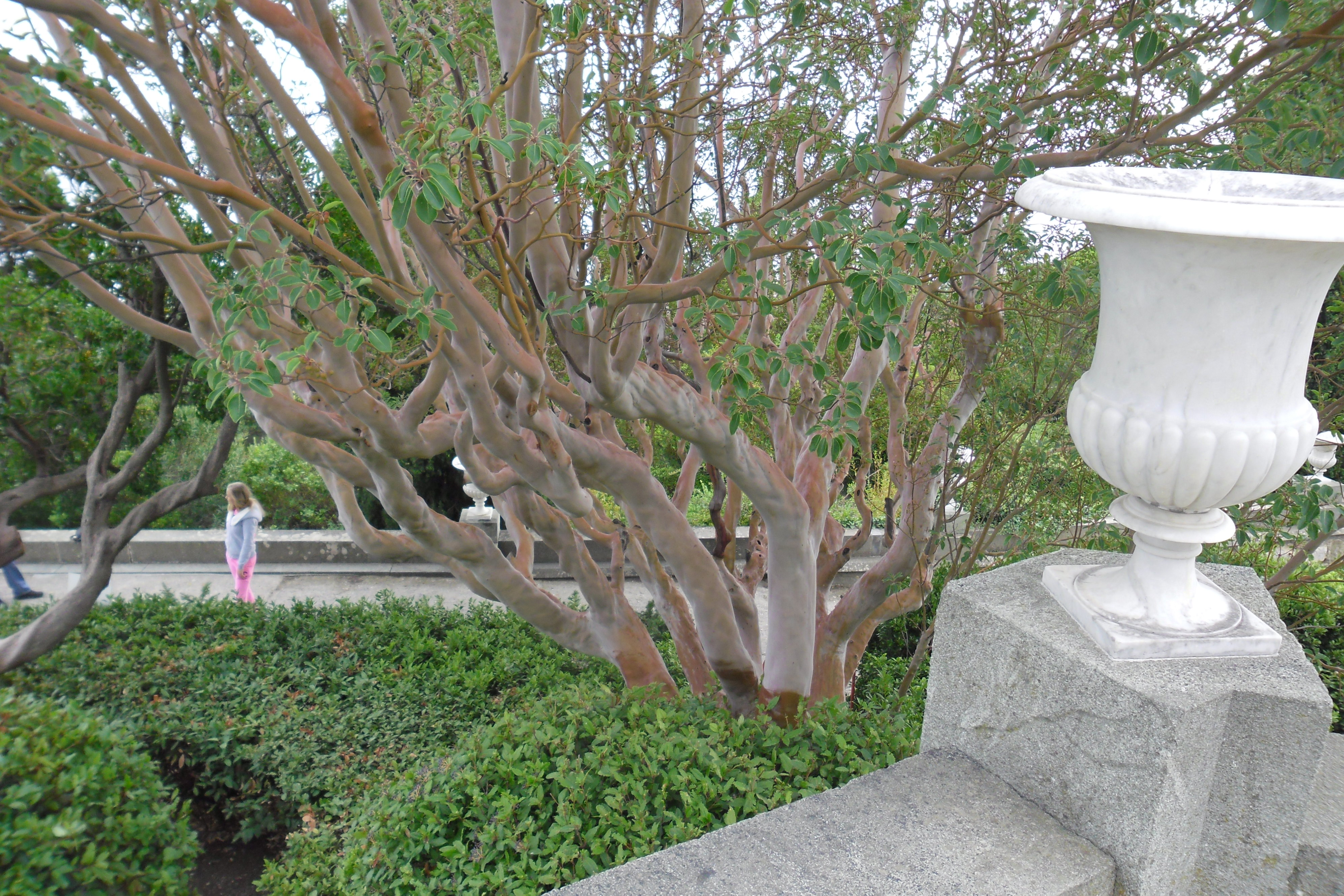
Фрагмент з платаном у пейзажному парку на території Воронцовського палацу, Крим, Україна.